# Axel Ewert
Axel Ewert (* 9. August 1961) ist ein ehemaliger deutscher Fußballspieler. Er spielte zwischen 1981 und 1983 zwei Mal für den FC Hansa Rostock in der DDR-Oberliga.

## Sportliche Laufbahn
Im DDR-weiten Fußball-Männerbereich erschien Ewert zum ersten Mal in der Saison 1980/81 in der Nachwuchsmannschaft des FC Hansa Rostock. Er wurde in 25 von 26 Spielen der Nachwuchsoberliga als Mittelfeldspieler und Stürmer eingesetzt und erzielte zwei Tore. Er blieb bis zum Ende der Spielzeit 1982/83 Stammspieler der Rostocker in der Nachwuchsoberliga, die danach aufgelöst wurde. Mit der Nachwuchsmannschaft des FC Hansa absolvierte Ewert in seinen drei Spielzeiten 63 von 78 Meisterschaftsspielen und kam dabei auf 13 Tore. Mit acht Toren war er 1981/82 bester Torschütze seiner Mannschaft.
Nach der Auflösung der Nachwuchsoberliga gab Hansa Rostock Ewert zusammen mit seinem Mannschaftskameraden Torsten Pügge im Sommer 1983 an den zweitklassigen DDR-Ligisten BSG Schiffahrt/Hafen Rostock ab. Ewert übernahm dort die Position im rechten Mittelfeld und kam 1983/84 auf 21 von 22 möglichen Punktspieleinsätzen und zu zwei Toren. Zur Saison 1984/85 wurde die DDR-Liga umstrukturiert, und es waren 34 Punktspiele zu absolvieren. Ewert bestritt 31 Spiele und war mit vier Toren erfolgreich. Am Saisonende musste die BSG absteigen, sodass Ewert 1985/86 in der drittklassigen Bezirksliga Rostock spielte. Im Mai 1986 musste er für 18 Monate seinen Wehrdienst ableisten, um danach für Schiffahrt/Hafen wieder in der Bezirksliga zu spielen, da die BSG nach ihrem Wiederaufstieg 1986 erneut abgestiegen war.
Im Sommer 1988 kehrte Schiffahrt/Hafen zum zweiten Mal in die DDR-Liga zurück, und Ewert war in der Saison 1988/89 mit 33 Punktspieleinsätzen und fünf Toren entscheidend am Klassenerhalt beteiligt. Bis 1991 spielte Ewert mit den Rostockern, die sich im Laufe des Jahres 1990 im Zuge der politischen Wende in den SV Hafen Rostock 61 umstrukturiert hatten, zweitklassig. Nachdem die ehemalige DDR-Liga durch die Übernahme in das DFB-Ligensystem als Oberliga Nordost nur noch drittklassig war, verlor sich Ewerts Spur im höherklassigen Fußball.